# Королевство теней
Королевство теней (англ. The Shadow Kingdom) — рассказ в жанре фэнтези американского писателя-фантаста Роберта Говарда. В публикацию рассказ вышел в 1929 году в журнале  Weird Tales.
Повествует о приключениях короля Валузии Кулла-атланта в вымышленную доисторическую эпоху — Турийскую эру.

## Сюжет
Правитель Валузии Кулл ведёт размеренную жизнь, он уверен в том, что привёл страну к благоденствию. Однако посол пиктов, пригласив его к себе, начинает убеждать короля, что это далеко не так.

## Адаптации
- Комикс Kull the Conqueror #2, Сентябрь 1971 (Marvel Comics). Авторы: Рой Томас, Мари Северин[англ.], inked by Джон Северин.
- Комикс Kull #2, Декабрь 2008 (Dark Horse Comics). Авторы: Арвид Нельсон[англ.], Уилл Конрад